# Shaft (2000)
Shaft é um filme teuto-estadunidense de 2000 dos gêneros ação, drama e policial, dirigido por John Singleton com roteiro baseado no livro homônimo de Ernest Tidyman. 
Protagonizado por Samuel L. Jackson, não se trata de um remake  ou reboot do filme homônimo de 1971, mas uma sequência. O personagem John Shaft de Jackson é sobrinho do original John Shaft. O filme recebeu críticas bastante positivas e estreou no número um posição nas bilheterias quando estreou em 16 de junho de 2000..

## Sinopse
John Shaft é um policial que está tentando prender um assassino racista e traficante de drogas, e que usa o poder do dinheiro que possui para não ir para a prisão.

## Elenco
- Samuel L. Jackson como John Shaft
- Vanessa L. Williams como Carmen Vasquez
- Jeffrey Wright como Peoples Hernandez
- Christian Bale como Walter Wade, Jr.
- Richard Roundtree como Tio John, o original John Shaft e tio do Shaft deste filme
- Pat Hingle como Juiz Dennis Bradford
- Busta Rhymes como Rasaan
- Toni Collette como Diane Palmieri
- Dan Hedaya como Jack Roselli
- Ruben Santiago-Hudson como Jimmy Groves
- Josef Sommer como Curt Flemming
- Lynne Thigpen como Carla Howard
- Philip Bosco como Walter Wade, Sr.
- Lee Tergesen como Luger
- Daniel von Bargen como Tenente Kearney
- Peter McRobbie como Tenente Cromartie
- Zach Grenier como Harrison Loeb
- Richard Cocchiaro como Frank Palmieri
- Ron Castellano como Mike Palmieri
- Mekhi Phifer como Trey Howard
- Sonja Sohn como Alice
- Elizabeth Banks como Girl at Bar
- Andre Royo como Tattoo
- Issac Hayes (não creditado)

O diretor do original Shaft, Gordon Parks, aparece em um cameo na festa no Salão Lenox como "Mr. P", como uma homenagem do diretor John Singleton ao filme original.

## Lançamento

### Resposta da crítica
Shaft recebeu mistas com críticas positivas, obtendo uma classificação de 68% "fresco" no Rotten Tomatoes; o consenso foi "com uma vantagem carismático, este novo eixo sabe como apertar os botões certos". Em Metacritic, que usa uma média de opiniões dos críticos, o filme mantém a 50/100, indicando "críticas mistas ou médias".

### Bilheteria
O filme estreou nas bilheterias em #1 com $21 714 757,00. Até o final de seu prazo, Shaft tinha arrecadado $70 334 258,00 na bilheteria doméstica e $107 196 498,00 mundialmente. Com base numa $46 milhões de orçamento, o filme pode ser considerado um sucesso.

## Trilha sonora
A trilha sonora contém música hip hop e R&B foi lançado em 6 de junho de 2000 por LaFace Records. Ele alcançou a posição #22 na Billboard 200 e #3 no Top R&B/Hip-Hop Albums.

## Principais prêmios e indicações
MTV Movie Awards 2001  (EUA)
- Samuel L. Jackson venceu na categoria de Mais Bem Vestido[carece de fontes?]

Brit Awards 2001 (Reino Unido)
- Indicado na categoria de Melhor Trilha Sonora[carece de fontes?]

Prêmio TFCA 2000 (Toronto Film Critics Association Awards, Canadá)
- Venceu na categoria de Melhor Ator Coadjuvante (Jeffrey Wright)[carece de fontes?]